# Parton
Parton är en by och en civil parish  i Storbritannien. Den ligger i grevskapet Cumbria och riksdelen England, i den centrala delen av landet, 400 km nordväst om huvudstaden London. Orten har 924 invånare (2001). Den har en kyrka.